# Charles Burnett
Charles Burnett (Vicksburg, 13 aprile 1944) è un regista, sceneggiatore e direttore della fotografia statunitense.
È considerato uno dei più talentuosi registi afroamericani. Nella sua carriera ha vinto 14 premi. I suoi film narrano in particolare della classe media afroamericana.

## Biografia
Burnett si interessò all'arte fin da giovane, ma la pressione economica per mantenere un lavoro stabile gli impedì di proseguire gli studi cinematografici o artistici all'università.
Il distretto di Watts a Los Angeles, in cui viveva da quando aveva tre anni, ha sempre influenzato fortemente i soggetti dei suoi film, che spesso ruotano attorno al folklore degli stati del Sud mescolato a temi moderni, come si evince dal suo Killer of Sheep, ambientato proprio a Watts.
Burnett si iscrisse inizialmente al Los Angeles City College per studiare elettronica in preparazione a una carriera come elettricista, ma, insoddisfatto, iniziò a seguire un corso di scrittura e decise che le sue precedenti ambizioni artistiche necessitavano di essere esplorate e messe alla prova. Proseguì conseguendo una laurea in scrittura e lingue presso l'Università della California - Los Angeles (UCLA), ottenendo anche un Master of Fine Arts in arti teatrali e cinema.
I turbolenti eventi sociali del 1967 e del 1968 furono fondamentali per la fondazione del movimento cinematografico dell'UCLA noto come "Black Independent Movement", in cui Burnett fu fortemente coinvolto. I film di questo gruppo di registi africani e afroamericani avevano una forte attinenza con la politica e la cultura degli anni '60, pur rimanendo fedeli alla storia del loro popolo. I loro personaggi passarono dalla classe media alla classe operaia per evidenziare la tensione causata dal conflitto di classe all'interno delle famiglie afroamericane. Gli scrittori e i registi indipendenti si allontanarono dal mainstream e ottennero l'approvazione della critica per essere rimasti fedeli alla storia afroamericana. Un altro risultato del movimento e di Burnett fu la creazione del Third World Film Club, che si unì ad altre organizzazioni in una campagna di successo per rompere il boicottaggio americano che vietava ogni forma di scambio culturale con Cuba. Molti critici hanno paragonato i film del Black Independent Movement ai film neorealisti degli anni '40, ai film del Terzo Mondo della fine degli anni '60 e '70 e alla New Wave iraniana degli anni '90. Oltre a rimanere fedeli alla storia, molti film del Black Independent Movement sono stati considerati una risposta ai film di Hollywood e della Blaxploitation che erano popolari all'epoca.
Il primo lungometraggio di Burnett, Killer of Sheep, fu la sua tesi di laurea magistrale all'UCLA; Burnett impiegò cinque anni per terminare il film, apparentemente a causa dell'imprigionamento di uno degli attori del film, e fu distribuito al pubblico nel 1978. Il cast era composto principalmente da suoi amici e colleghi di cinema e fu girato principalmente con una telecamera a mano, apparentemente in stile documentario.
I temi ricorrenti nell'opera di Burnett sono principalmente l'effetto della storia sulla struttura della famiglia. I suoi film parlano spesso anche di afroamericani della classe operaia e denunciano stereotipi e cliché. Burnett ha detto ai critici che realizza film che trattano di emozioni derivanti da problemi reali come la maturità e l'identità personale. Ha anche trovato un tema ricorrente nella liberazione e nella lotta, forse dopo l'influenza del Third World Film Club dell'UCLA che ha sostenuto le rivoluzioni che si sono verificate in tutto il mondo negli anni '60 e '70.

## Filmografia

### Regista
- Several Friends (mediometraggio) (1969)
- The Horse (cortometraggio) (1973)
- Killer of Sheep (1977)
- My Brother's Wedding (1983)
- Dormire con rabbia (1990)
- America Becoming (documentario) (1991)
- Il distintivo di vetro (The Glass Shield) (1994)
- When It Rains (cortometraggio) (1995)
- Lettere per la libertà (Nightjohn) (film TV) (1996)
- Il matrimonio di Shelby (The Wedding) (film TV) (1998)
- Dr. Endesha Ida Mae Holland (documentario) (1998)
- Accadde a Selma (Selma, Lord, Selma) (film TV) (1999)
- The Annihilation of Fish (1999)
- Olivia's Story (cortometraggio) (2000)
- Finding Buck McHenry (film TV) (2000)
- American Family (serie TV) (2002)
- Nat Turner: A Troublesome Property (documentario) (2003)
- For Reel? (2003)
- The Blues: Warming by the Devil's Fire (2003)
- Namibia: The Struggle for Liberation (2007)